# Жирафине сузе
Жирафине сузе је роман британског књижевника Александра Мекол Смита из 2005. године. На српски језик је роман изашао 2004. године а превела га је Ивана Димић. 
Радња романа је смештена у Боцвани, у којој се појављује протагонист госпођа Рамоцва и њене детективске агенције.
Агенција преузима два случаја, од којих један укључује студента који је нестао десет година раније, а други локалног човека који не разуме зашто је његова жена сваки дан толико далеко од куће. Веридба гђе Рамоцве и господина ЈЛБ Матеконија траје, док јој он даје веренички прстен са дијамантима и преузима двоје деце из сиротишта. Злочин против гђе Рамоцве не долази до изражаја, већ је кривац, слушкиња њеног вереника, одведенa у затвор.
Један рецензент сматра да је писање и достојанствено и духовито, а протагонисту описује као непоколебљивог. Други цитирају дијалог у овом роману као одличан пример како аутор равнодушно „игра игру између две културе једну против друге“, при чему су две културе Запад и „примитивна“ земља Боцвана. Сатира у разговору је означена као достојна Марка Твена.

## Радња романа
Госпођа Рамоцве није импресионирана служавком господина ЈЛБ Матеконија, Флоренс Пен. Он није знао да је она спавала у његовом кревету са својим пријатељима. Мми Рамоцве очигледно примећује да не одржава кућу чистом. Служавка, осећајући да ће предстојећи брак укључити непријатне промене у њеном животу, покушава да подметне пиштољ у дом Мме Рамоцве како би је решила проблем.
Госпођа Потокване, газдарица сиротишта, навела је господина ЈЛБ Матеконија да понуди дом Мотолелију и Пусоу, сестри и брату који су остали без родитеља. Брине се да би то могло утицати на његову веридбу са госпођаРамоцве. Свиђа му се девојка, која показује склоност и интересовање за рад у гаражи.
Први случај који се решава је случај једне Американке у педесетим годинама која је изгубила сина Мајкла Кертина у Африци десет година раније. Госпођа Кертин сумња да је умро, али није сигурна и жели решење. госпођаРамоцве упознаје људе који су били укључени у заједницу којој је он припадао док је његова породица живела у Габоронeу. Његова приврженост заједници спречила га је да се врати у САД током времена на колеџу. госпођаРамоцве разговара са секретаром на колеџу где један човек из тог времена сада предаје. Последњи је радни дан секретарице, а она не воли професора због онога што је урадио њеној родбини, али и многим другим женама. госпођаРамоцве сусреће професора, женскароша, познатог по непоштеној манипулацији да би стекао наклоност својих ученица. Она му меша лаж са истином, укратко користи уцену, да извуче истину о догађајима од њега. Била је моћна против њега, да би сама била одговорна за ситуацију. Професор је тек почео да се виђа са младићевом девојком Карлом, а она је била трудна са младићевим сином. Мајкл је срео њих двоје заједно у малој колиби. Два човека су се потукла; Мајкл је потрчао и пао у дубок јарак (донга) и сломио врат. госпођаРамоцве сматра да је циљ да се госпођа Картин помири, тако да се слаже да не износи ништа од ових информација полицији, као што је првобитно требало да буде. Сахранили су сина а да никоме нису рекли шта се догодило. Затим упознаје Карлу у Зимбабвеу где живи са тим дететом, сином. Она пристаје да упозна мајку свог давног љубавника да јој исприча причу и пусти да упозна свог унука.
Детективка Рамоцве види господина ЈЛБ Матеконија са децом током њиховог дневног боравка у куповини нове одеће. Она их упознаје и схвата да их је усвојио. Она одлучује да је он веома љубазан човек и води децу својој кући, где ће породица живети. Господин ЈЛБ Матекони сазнаје на позив у своју гаражу да је његова собарица ухапшена. Њен план се окреће против ње, јер њена пријатељица на њу позива полицију, а она завршава иза решетака, а сви догађаји се дешавају а да њен послодавац није свестан тога, осим крајњег резултата.
Госпођа Рамоцве прихвата случај господина Бадулеа, месара који сумњичи своју жену да има ванбрачну аферу. госпођаМакуци изражава своју жељу да се бави детективским послом, а госпођа Рамоцве је унапређује у помоћника детектива, истовремено задржавајући своју улогу секретара. госпођаМакуци прати жену и разговара са собарицама у кући у коју жена одлази. Она открива да је женин син – непознат њеном мужу – син другог мушкарца, који је и сам ожењен богатом женом, која плаћа дечаку приватно образовање. госпођаМакуци је тешко да лаже, али схвата колико је важно не повредити клијента информацијама које он не мора да зна. Принуђена да се сама јави клијенту, она му каже да се његова жена виђа са другим мушкарцем како би његов син добио приватну школу која му је потребна. Господин Бадуле не сазнаје да син није његов биолошки син, што би га сломило. Сви одрасли настављају по старом, а дечак остаје у школи. Решење месарског случаја је први тест детективских и дипломатских вештина Мме Макуци.
Госпођа Рамоцве даје малу корпу на поклон госпођи Кертин, објашњавајући значење њеног дизајна као сузе жирафе, што значи да сви имамо шта да дамо, а жирафа има своје сузе за дати. Новопронађени унук госпође Кертин, заинтересован је за геологију, идентификује камење госпођаРамоцве док њих двоје излазе напоље док његова мајка прича његовој баки догађаје од десет година раније. Дечак гледа веренички прстен гђе Рамоцве и идентификује га као кубни цирконијум, а не дијамант господина ЈЛБ Матеконија и она је мислила да су купили.

## Ликови
- Госпођа Рамоцве: власница прве женске детективске агенције у Габоронеу, Боцвана. Као детективка је самоука, и углавном успешна у решавању случајева који су јој додељени. У младости се удала за музичара који је био окрутан према њој. Имала је бебу која је умрла убрзо након рођења и сазнала да више не може имати деце. Она је у својим тридесетим. Недавно се верила за господина ЈЛБ Матеконија. Она вози мали бели комби који има већ 11 година.

- Обед Рамоцве: Покојни отац гђе Рамоцве, који је био снажан и мудар човек. Она га јако воли и често мисли на њега док решава своје случајеве и док одлучује да се вери са господином ЈЛБ Матеконијем и прихвати сирочад коју је примио.

- Г. ЈЛБ Матекони: Власник гараже Tlokweng Road Speedy Motors, и вероватно најбољи механичар у Боцвани. Он је веома љубазан човек, четрдесетак година.

- Госпођа Грејс Макуци: Она је секретарица Рамоцве, веома ефикасна, позната по томе што је добила 97 поена на завршном испиту на колеџу за секретаре. Она носи велике наочаре. Из велике је породице и једва је платила школарину за школовање. Има добар увид у многе ситуације, али јој недостаје лакоћа у сагледавању живота која обележава њеног послодавца. Она је у двадесетим годинама.

- Госпођа Силвија Потокване: Газдарица сиротишта изван Габоронеа. Она је најубедљивија жена у тражењу помоћи за своју сирочад и одржавању рада места. Г. ЈЛБ Матекони донира своје време и вештину да одржава пумпе за воду и возила у исправном стању. Познаје је од детињства, пошто је била пријатељица његове мајке.

- Флоренс Пена: Слушкиња господину Матеконију дуги низ година. Она је узнемирена што је њен послодавац верен са гђом Рамоцве, која је прозива због прљавог стања његове куће приликом њене прве посете. Она планира да ухапси госпођу Рамоцве зато што је имала пиштољ у својој кући, а та завера се окреће против ње, тако да је ухапшена зато што је имала пиштољ у сопственој кући.

- Мотолели: Дванаестогодишња девојчица сада живи у сиротишту. Њена мајка је умрла када је имала 7 година од уједа змије. Обичај њеног народа био је да се новорођенче које још доји сахрани са мајком, ако је мајка из било ког разлога умрла. Мотоли је извукла брата из плитког гроба и кренуо на пут, где ју је покупио љубазан пар. Она и беба су биле у болници, јер је Мотолели имала туберкулозу и дечаку је била потребна нега. Опорављена од најгорег, жена у болници води њих двоје кући. Она има рецидив туберкулозе због чега не може да хода и користи инвалидска колица. Када та породица мора да се пресели због мужевљевог посла, она и њен млади брат бивају смештени на у сиротиште, неколико месеци пре него што прича почне.

- Пусо: Пет година млађи брат Мотолели. Живахан је дечак, лепо васпитан као његова сестра, која се о њему брине од рођења. Он и његова сестра су из народа Басарва из Габоронеа, ловаца-сакупљача који живе у грмљу.

- Андреа Кертин: америчка удовица, 55 година, која је живела у Габоронеу десет до дванаест година раније са мужем и сином. Син је нестао у Боцвани након што су се она и њен муж вратили у САД. Њен муж је умро неколико година раније, а она тражи решење за судбину свог сина, тражећи од Рамоцве да јој помогне.

- Мајкл Кертин: Син америчког клијента гђе Рамоцве, који је са родитељима стигао у Габороне одмах након завршетка средње школе. Одложио је колеџ на годину дана да би остао у Африци. Придружио се заједници људи који су мислили да могу да обрађују пустињу у близини Молепололеа, града око 50 км од Габоронеа. Нестао је десет година пре почетка приче, а ниједна истрага у то време није открила шта му се догодило.

- Др Освалд Ранта: Професор економије који је живео у заједници десет година раније и који је знао чињенице о судбини сина госпође Кертин. Он је човек са злом у карактеру, човек без морала, који је навикао да наређује људима, малтретира жене и лаже да би манипулисао људима.

- Карла Смит: Мајклова љубавница и мајка његовог сина, у заједници у руралној области близу Молепололеа. Она је Африканка из Јужне Африке. Након Боцване, запослила се у Булавају након што је напустила Боцвану. Има деветогодишњег сина.

- Г. Бадуле: Власник сопствене месаре и човек који се уздигао у другој компанији на основу своје способности да искорењује непоштење и лоповлук који је повећао успех те компаније. Ожењен је и има сина. Његова жена је прелепа жена, облачи се по последњој моди. Не разуме како она има новца за одећу, нити како је нашла новац да плати школарину за приватно школовање њиховог сина. Веома је поносан на свог сина. Није много код куће. Долази код гђе Рамоцве да сазна истину, јер се плаши да се његова жена виђа са другим мушкарцем.

- Ружа: Слушкиња госпође Рамоцве. Она је савесна и поуздана, снажан контраст Флоренс Пено, слушкињи господина ЈЛБ Матеконија.

## Критике
Publishers Weekly поменуо је књигу, рекавши: „Александар Мекол Смит (Женска детективска агенција број 1) нуди други и трећи део своје достојанствене, духовите серије о Боцвани. У роману, госпођа Рамоцве прати несталог Американца чија је мајка удовица апелује да се нађе; у међувремену, непоколебљива детективка је угрожена код куће од озлојеђене слушкиње њеног вереника."
У осврту на каснију књигу из серије, Џенет Малколм помиње аспект ауторовог писања који се најбоље показује у овом другом роману серије: „Мкол Смит прати сатиричну књижевну традицију у којој се „примитивна“ култура држи до показати смешну заосталост западног друштва... Да бисмо илустровали бриљантну равнодушност са којом Мекол Смит игра две културе једну против друге, ево разговора између госпође Потокване и господина ЈЛБ Матеконија који се одвија у роману, након што је прочитала нека од Фројдових дела, сматрајући да нису у потпуности корисна. Она помиње „разиграност“ Мекол Смита у овим романима, спречавајући их да буду тешке приче о моралу.